# Baryconus africanus
Baryconus africanus är en stekelart som först beskrevs av Alan Parkhurst Dodd 1920.  Baryconus africanus ingår i släktet Baryconus och familjen Scelionidae. Inga underarter finns listade.